# W44S
W44S（ダブリュ ヨンヨン エス）は、ソニー・エリクソン・モバイルコミュニケーションズ（現：ソニー〈新法人〉）によって開発され、KDDIおよび沖縄セルラー電話の各auブランドで発売されたCDMA 1X WINの携帯電話である。

## 特徴
本機種の最大の特徴は、携帯電話では日本で初めて地上デジタル音声放送実用化試験の受信に対応したことである。また、ソニーエリクソン初のワンセグ放送にも対応している。「それでも、人は、ケータイと呼ぶ。」をキャッチコピーとし、縦方向とノートパソコンのような横方向の、両方の開閉に対応したデュアルオープンスタイルという独自の機構を採用した。縦方向に広げた状態をケータイスタイル、横方向に広げた状態をモバイルシアタースタイルと呼ぶ。縦方向と横方向に同時に開くことはできない。
この機種の特徴である目立つヒンジ部分には「TV」ボタンが備わり、モバイルシアタースタイル時にはこれを押すだけでau Media Tuner（ワンセグ・地上デジタル音声放送実用化試験・EZチャンネルプラスをまとめた統合ソフト）が起動し、ワンセグの電波の強度によるが「TV」ボタンを押した後15～30秒前後でマイスクリーンからワンセグ画面に切り替わる。au Media Tunerが起動している間は、TVボタンを押すと、ワンセグ→デジタルラジオ→EZチャンネルプラス→ワンセグの順番で画面が切り替わる。このヒンジの上部にはストラップホールもある。
モバイルシアタースタイル時に表示される画面は「マイスクリーン」と呼ばれ、通常の携帯電話のように縦方向に開いた時に表示される待ち受け画面とは別であり、待ち受け画面時に表示されるEZニュースフラッシュのテロップやメールの着信表示は表示されない。待ち受け画面とは別にマイスクリーン専用の画像がプリセットで用意されているほか、メーカーサイトからダウンロードできる。
なおマイスクリーン状態で電話の着信があった場合は、モバイルシアタースタイルでは通話できないので必ず縦方向に開きなおしてから電話に出るように注意画面が表示される。
他の2006年秋冬モデル同様に、ダイマジックの音質補完技術「DBEX」を搭載している。
メインディスプレイにはau端末で当時最大の3.0インチ、432×240ドットの「フルワイドQVGA液晶」を採用。ワンセグもそのままの画角で表示できる。
同社の液晶テレビ「BRAVIA」に搭載されている高画質エンジンを携帯向けにした「RealityMAX」を搭載している。RealityMAXはW43S、NTTドコモ向けのSO903iにも搭載されている。
フロントにスピーカーを2箇所配置。この関係で、一部のキー配列が独特なものになっている。
ほとんどの機能、サービスに対応し、2006年のau端末の中でも最高峰のスペックといえる。なお、EV-DO Rev.Aには対応しない。
「RealityMAX」の搭載やデュアルオープンスタイルなど独自の機構を備えているが、「BRAVIAケータイ」の愛称はW44Sには付けられず、「モバイルブラビアエンジン」を搭載したNTTドコモのSO903iTVに付けられた。
SO903iで採用されたminiSDとのデュアルスロットは、この機種では搭載されていない。

## 沿革
- 2004年（平成16年）11月 - KDDIと音声放送事業者6社が、地上デジタル音声放送の1セグメント放送サービスのデモを実施。
- 2006年（平成18年）10月 - デジタルラジオ対応携帯の試作機をCEATEC JAPAN 2006で展示。
- 2006年10月4日 - 電気通信端末機器審査協会（JATE）認定。
- 2006年11月16日 - KDDIおよびソニー・エリクソン・モバイルコミュニケーションズより公式発表。
- 2006年12月8日 - 東北地区を除く全国にて先行発売。
- 2006年12月9日 - 東北地区にて発売。
- 2007年（平成19年）5月 - 販売終了。
- 2012年（平成24年）7月22日 - 旧800MHz帯による3Gサービスの完全終了・完全停波。それ以後は2GHz帯による3Gサービスの利用となる。
- 2022年（令和4年）3月31日 - 2GHz帯を含む3Gサービスの完全終了・完全停波により利用不可となる[3]。

## その他の仕様
- 最大連続ワンセグ視聴時間
  - 約3時間45分（スピーカー使用でDBEX機能OFF）
  - 約3時間30分（スピーカー使用でDBEX機能ON）
  - 約4時間（イヤホン使用でDBEX機能OFF）
  - 約3時間45分（イヤホン使用でDBEX機能ON）
- 連続ワンセグ録画時間 最大約38分（本体メモリのみ録画可能）
- 連続デジタルラジオ視聴時間
  - 約5時間（DBEX機能OFF）
  - 約4時間45分（DBEX機能ON）

## 対応サービス
- PCサイトビューアー
- au LISTEN MOBILE SERVICE
- EZ着うたフル
- LISMOビデオクリップ
- EZ着うた（ハイクオリティステレオ）
- EZアプリ（BREW）
- EZナビウォーク（声de入力・電子コンパス）
- EZ助手席ナビ
- EZ・FM
- EZ FeliCa
- Hello Messenger
- EZニュースフラッシュ
- EZケータイアレンジ
- デジタルラジオ（BREW使用と思われる。）
- EZテレビ（ワンセグ）
- 赤外線通信
- デコレーションメール
- 安心ナビ
- ペア機能
- GLOBAL EXPERT
- メモリースティックオーディオ(ATRAC3/ATRAC3plus)
- M.S.Video

## 不具合
2006年12月15日にデジタルラジオなどにかかわるアプリ（au Media Tuner）の不具合でパケット通信の通信料がパケット定額対象外になる不具合が発生したと発表された。この不具合に対してauは1月以降ソフトウェアアップデートや店頭での更新などで対応するとした。また、誤課金された料金は一度請求された一ヵ月後の請求額から減額される。
2007年1月31日に以下の修正がケータイアップデートにより行われた。
- 2006年12月15日に発表された誤課金の原因となるソフトウェアの修正

2007年5月30日に以下の不具合の修正がケータイアップデートにより行われた。
- カメラ機能にて電源がリセットする場合がある
- Eメールの送信ボックスの件名が正しく表示されない場合がある

2008年3月25日に以下の不具合の修正がケータイアップデートにより行われた。
- 特定の操作を行うとEメール送信履歴が消去される場合がある
- 電子書籍ファイル再生時に電源がリセットする場合がある
- EZwebにて着うたのストリーミング再生を行った場合、タイトルが表示されない場合がある